# Philippe Benizi
Philippe Benizi  (15 août 1233 - 22 août 1285) est un médecin et un religieux italien qui fut pendant 19 ans ministre général de l'Ordre des Servites de Marie.

## Biographie
Issu d'une famille noble de Florence, fils de Giacomo Benizi et d'Albaverde Frescobaldi, Philippe naquit dans le quartier d'Oltrarno, le 15 août 1233.
Il suivit des études de philosophie et de médecine à Paris et à Padoue, d'où il sortit lauréat en 1253.
En 1254 il entrait dans l'Ordre des Servites de Marie, où il prononça rapidement ses vœux. Il fut ordonné prêtre à Sienne en 1258 et assuma différentes charges dans l'organisation de l'Ordre et la direction de plusieurs couvents.
Le 5 juin 1267, il fut élu prieur général de l'Ordre, dont il entreprit de réformer les statuts pour lui rendre sa vocation première d'ordre mendiant. Il collabora avec Julienne (Giuliana) Falconeri à la fondation d'un tiers ordre féminin, les Servites Oblates, d'où sortira la branche féminine de l'Ordre.

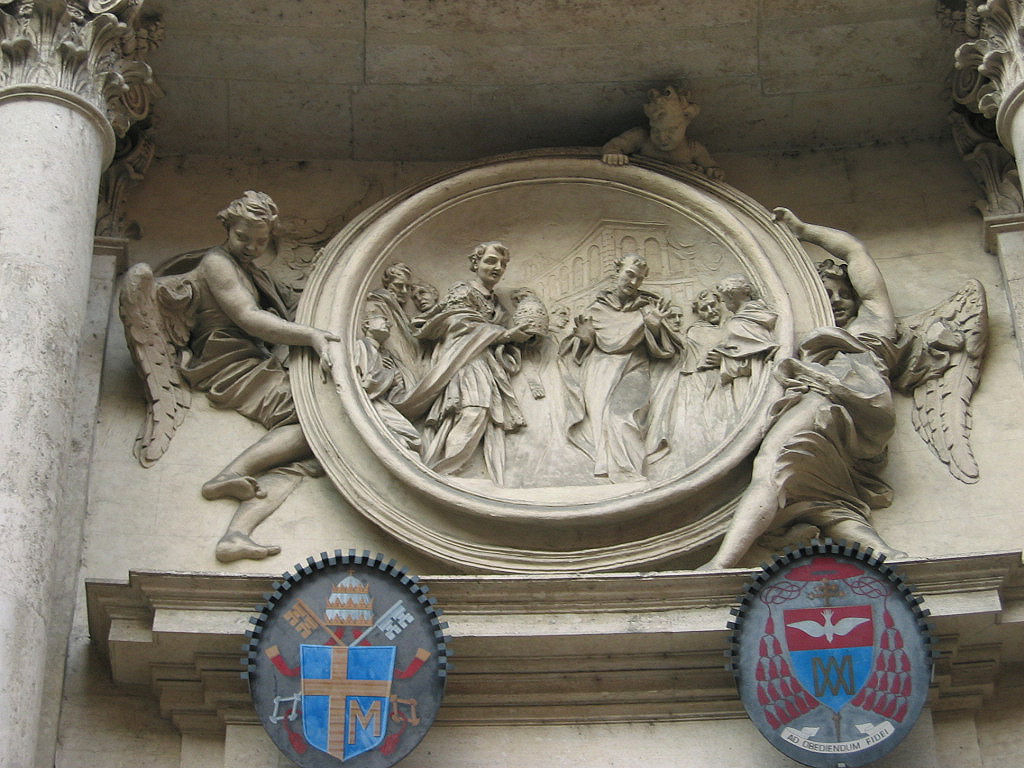
Philippe Benizi refusant la tiare, Antonio Raggi, église San-Marcello al Corso, Rome.

En 1269, pendant le long conclave rassemblé à Viterbe pour l'élection du successeur de Clément IV, son nom a circulé parmi les personnalités éligibles à ce poste. Se jugeant indigne d'un tel honneur, Philippe Benizi réussit à se soustraire à cette élection en s'enfuyant dans une localité voisine.
Au concile de Lyon en 1274, alors qu'un concile précédent avait interdit la création de nouveaux ordres mendiants, menaçant de supprimer tous ceux qui n'avaient pas été approuvés par le Saint Siège, Philippe Benizi, plaida brillamment sa cause, et l'Ordre fut rétabli par le Pape Jean XXI.
Philippe Benizi fut chargé par le Pape Innocent V de prêcher dans plusieurs villes d'Italie la paix entre les Guelfes et les Gibelins, dont l'affrontement avait ensanglanté un grand nombre de cités. C'est pendant une de ces missions qu'il rencontra Pérégrin Laziosi, et que ce dernier, converti, rejoignit l'Ordre des Servites de Marie.
Il mourut au couvent des Servites de Todi, Province de Pérouse, le 22 août 1285. Sa sépulture se trouve à Todi.

## Béatification, canonisation
La vénération de saint Philippe Benizi commença dans son Ordre dès sa mort.
Son culte fut approuvé par le Pape Innocent X qui le béatifia le 8 octobre 1645.
Il fut canonisé par le Pape Clément X le 12 avril 1671. Ce fut le premier membre de l'Ordre des Servites de Marie à être canonisé.
Sa fête est le 22 août.

## Miracles
Plusieurs miracles furent attribués à Philippe Benizi.
- Un jour un lépreux lui demandait l'aumône, près de Sienne. Philippe, le voyant nu et misérable, jeta sur lui son manteau. Le malade fut immédiatement guéri de son mal[2].
- Pour fuir les cardinaux qui, lors du conclave, voulaient l'élire pape, il partit pour le mont Amiata. Là, ses prières obtinrent la vertu de guérir les malades aux bains qui portent depuis son nom les Bagni San Filippo (it).
- Sur son tombeau, des aveugles recouvrirent la vue, des boiteux remarchèrent normalement.

## Iconographie
- Saint Philippe Benizi est représenté portant l'habit de son Ordre, avec une tiare à ses pieds (renoncement à la papauté) ; il porte aussi une branche de lys et un crucifix.
- Dans un des cloîtres de la basilique della Santissima Annunziata à Florence, Andrea del Sarto a peint une série de fresques représentant des épisodes de la vie de Philippe Benizi.

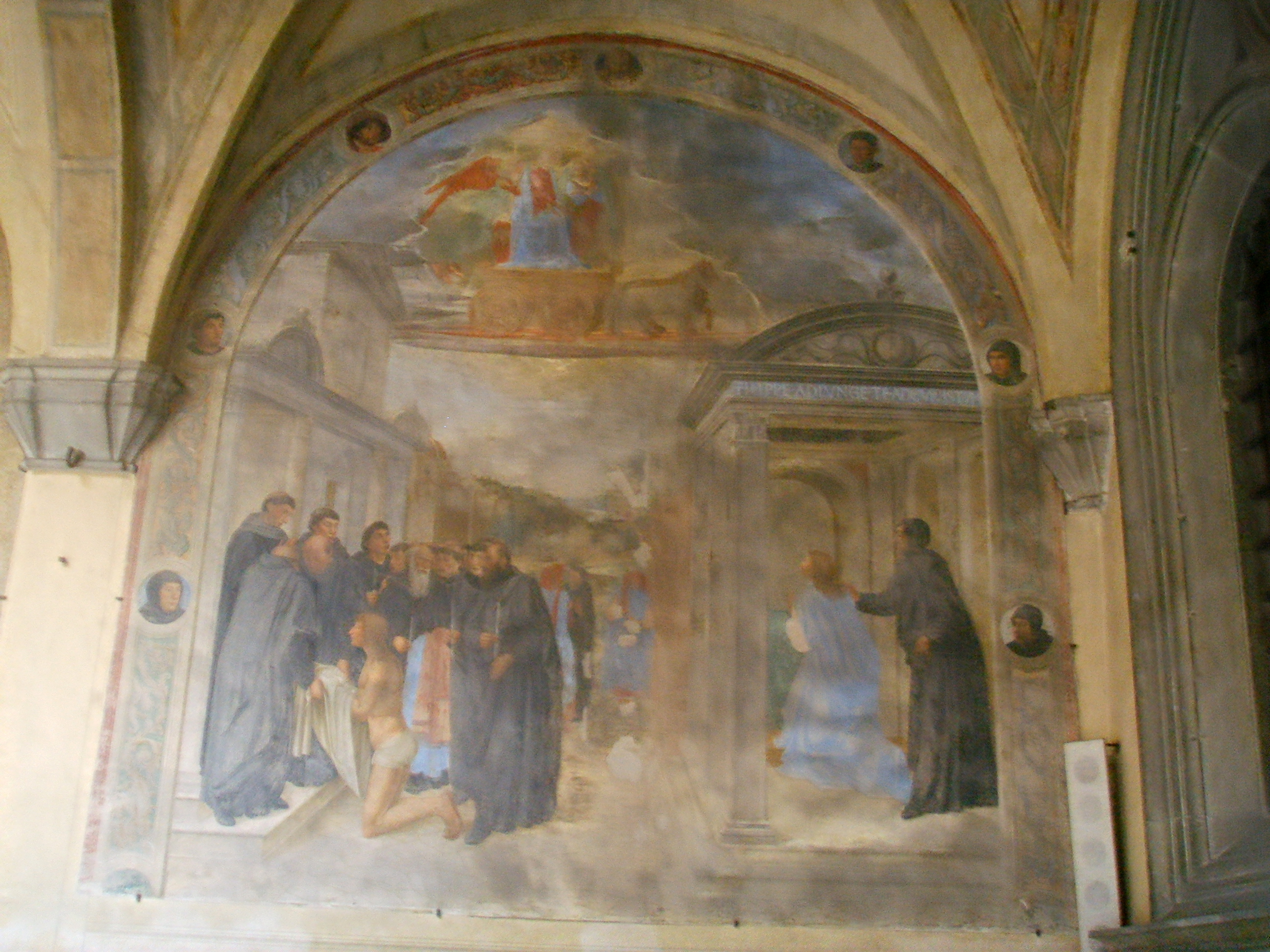
Les vœux solennels de Saint Philippe.
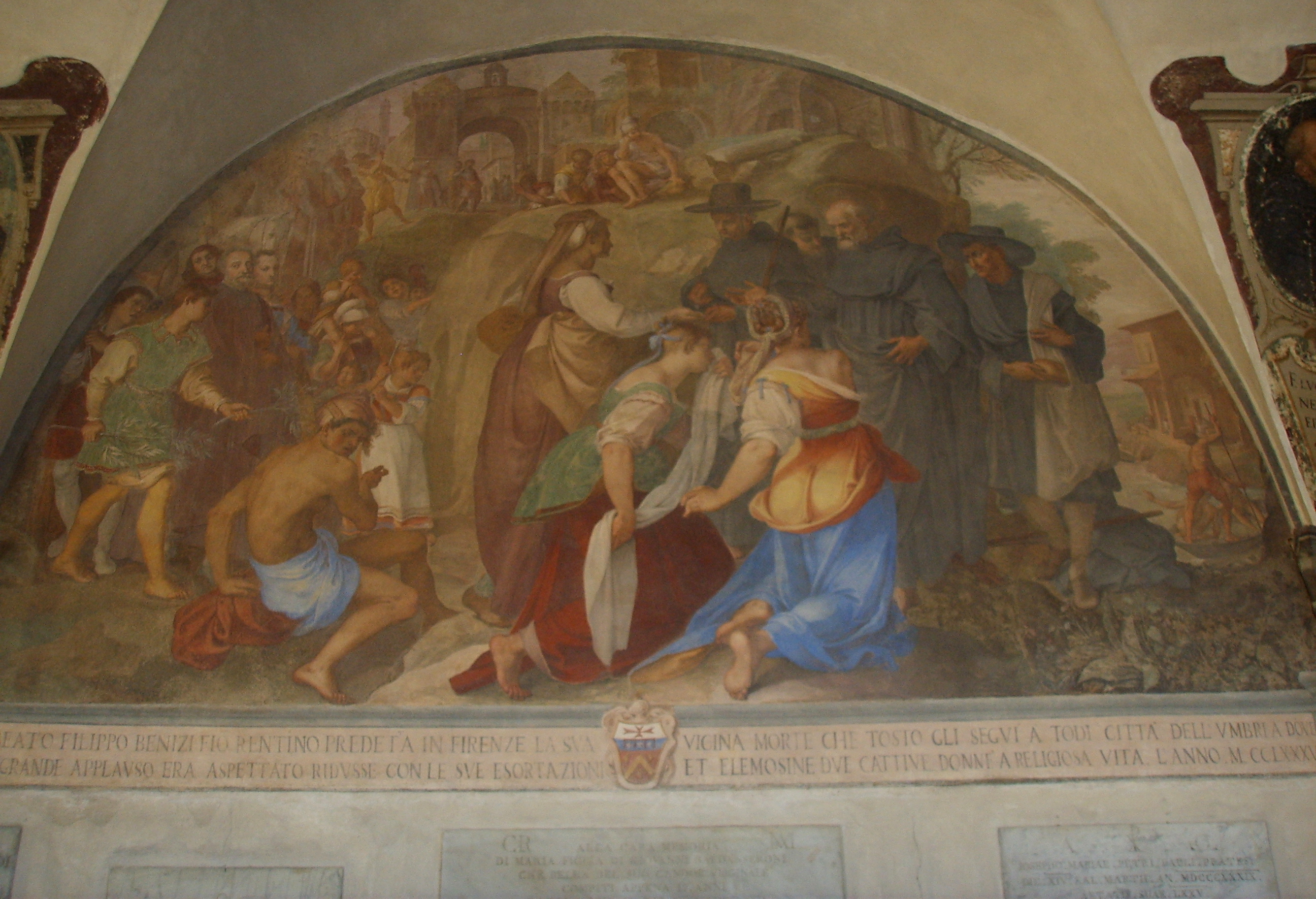
La conversion de deux pécheurs.
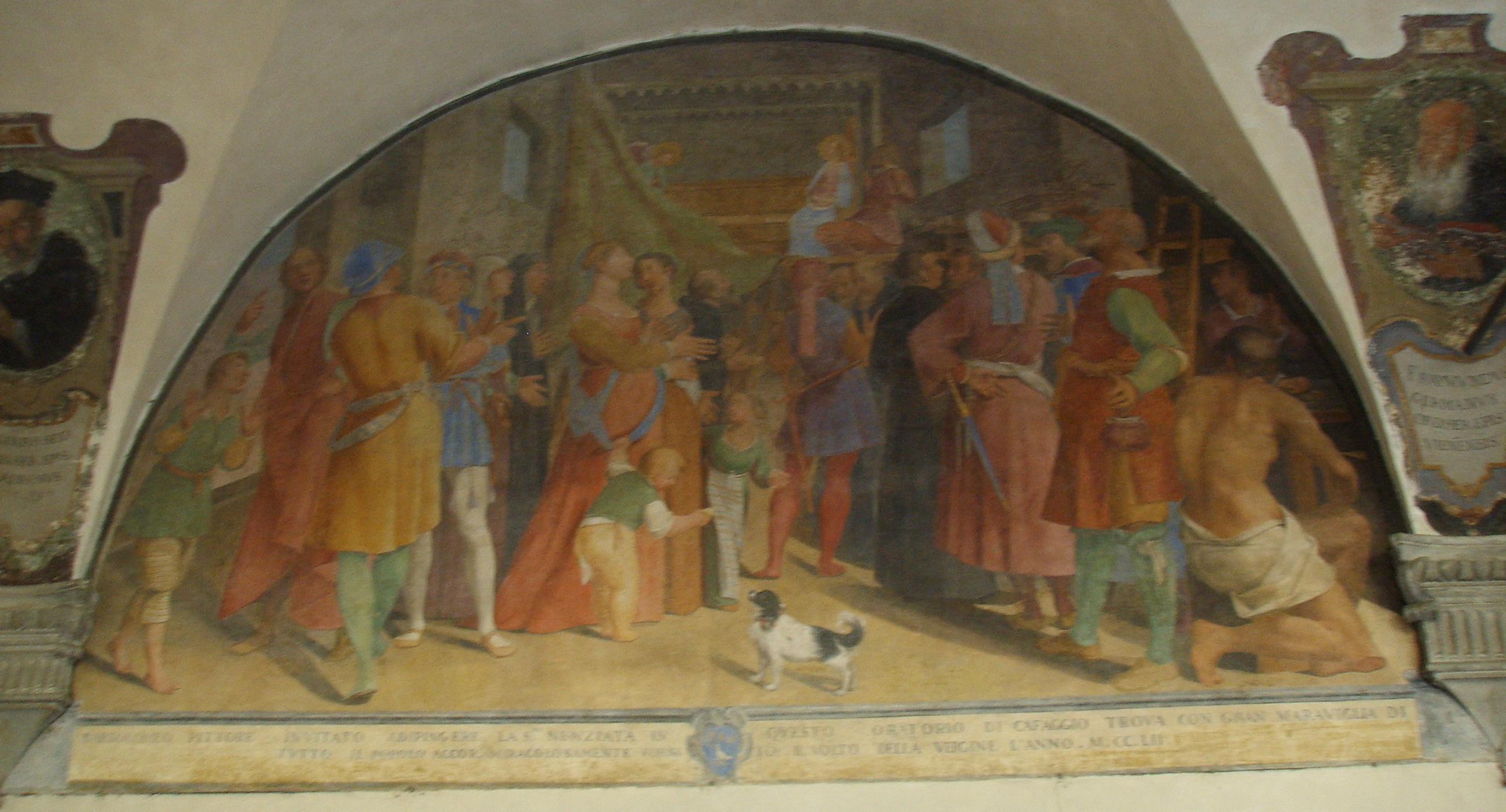
Une vision de Philippe Benizi.
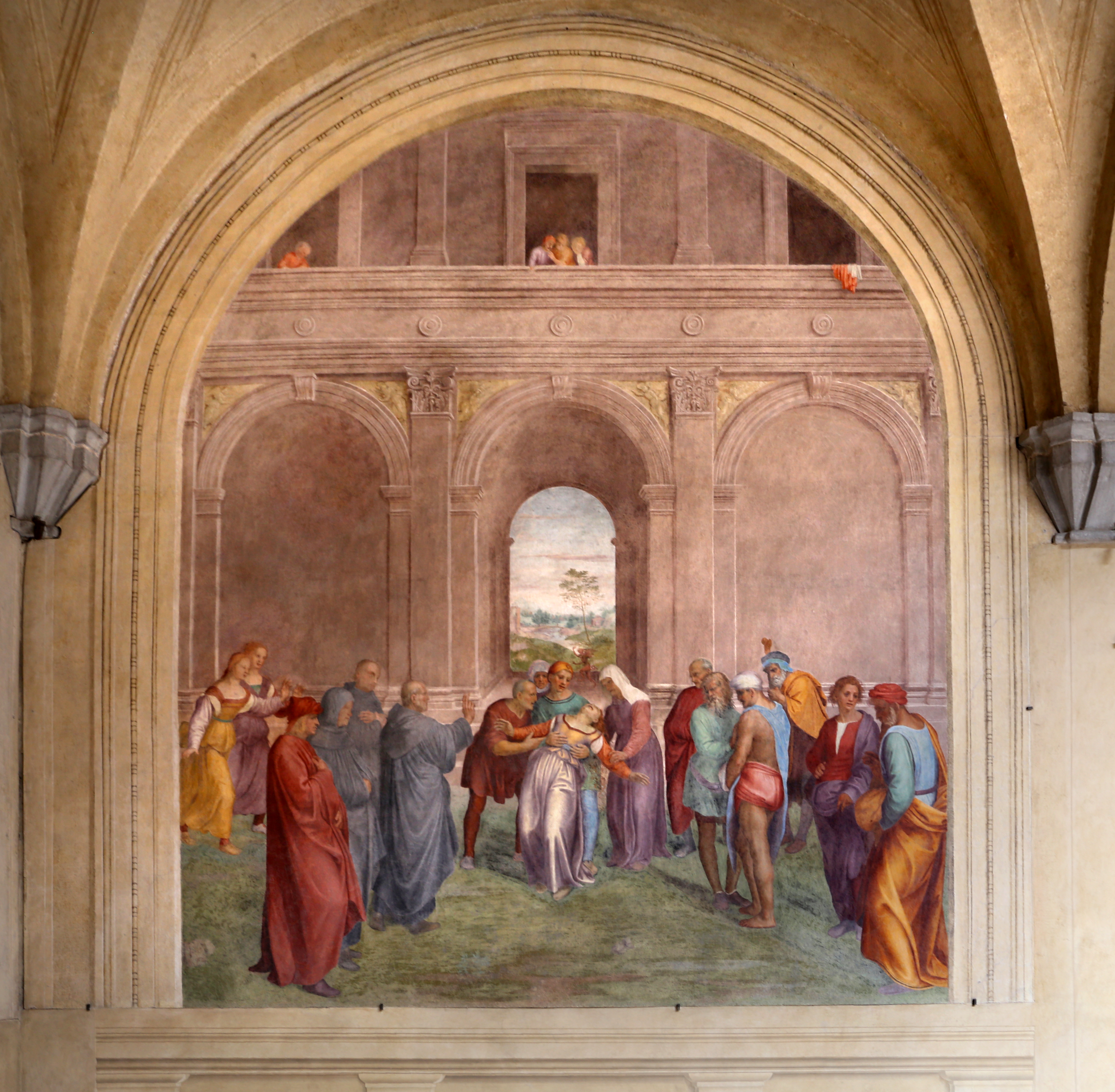
Saint Philippe Benizi libère une femme d'un démon.